# Tinus ursus
Espèce
Tinus ursus est une espèce d'araignées aranéomorphes de la famille des Pisauridae.

## Distribution
Cette espèce se rencontre au Costa Rica et au Panama.

## Description
La carapace des femelles mesure de 3,5 à 3,9 mm.

## Publication originale
- Carico, 1976 : The spider genus Tinus (Pisauridae). Psyche, Cambridge, vol. 83, p. 63-78.